# Psiloderces kalimantan
Psiloderces kalimantan là một loài nhện trong họ Ochyroceratidae. Loài này phân bố ở Borneo.